# Ruigharige dwergmangoeste
De ruigharige dwergmangoeste (Helogale hirtula) is een zoogdier uit de familie van de mangoesten (Herpestidae). De wetenschappelijke naam van de soort werd voor het eerst geldig gepubliceerd door Oldfield Thomas in 1904.

## Kenmerken
Dit dier heeft een grijsachtige tot bruine vacht. De lichaamslengte varieert van 23 tot 25 cm, de staartlengte van 20 tot 25 cm.

## Leefwijze
Deze nachtactieve dieren maken in groepjes jacht op allerlei kleine dieren. Ze drinken door een voorpoot in het water te steken en deze daarna af te likken.

## Verspreiding en leefgebied
De soort komt voor in zuidelijk Ethiopië en het noordelijk en centraal gedeelte van Kenia.